# Вольтижировка (фільм)
«Вольтижировки» (фр. La Voltige, 1895) - документальний короткометражний фільм, один з перших фільмів, знятих братами Люм'єр.

## Сюжет
Фільм показує навчання кавалериста-новобранця основам вольтижировки. Під керівництвом офіцера новобранець кілька разів застрибує на коня, незграбно виконуючи ряд вправ.

## Цікаві факти
- Фільм був другим на знаменитому першому платному люм'єровському кіносеансі з десяти фільмів в Парижі в підвалі «Гран-кафе» на бульварі Капуцинок 28 грудня 1895 року.